# Desiste Não
Desiste Não é uma canção da cantora e compositora brasileira Wanessa Camargo que faz parte de seu nono album de estúdio Universo Invertido. Foi lançada em 27 de dezembro de 2019.

## Antecedentes e composição
Wanessa anunciou o single pelas redes sociais em 17 de dezembro de 2019.
"Desiste Não" é uma composição de Wanessa e César Lemos.

## Vídeo musical
O vídeo musical foi dirigido por Vitor Hugo Santana e foi lançado no mesmo dia do single em 27 de dezembro.

## Créditos
Créditos adaptados do Tidal.
- Wanessa Camargo - composição
- César Lemos - composição, produção